# ファイエット郡 (テネシー州)
ファイエット郡（英: Fayette County）は、アメリカ合衆国テネシー州の南西部に位置する郡である。2010年国勢調査での人口は38,413人であり、2000年の28,806人から33.4%増加した。郡庁所在地はサマービル市（人口3,094人）であり、同郡で人口最大の町はオークランド町（人口6,623人）である。郡名はアメリカ独立戦争の英雄であるフランス貴族ラファイエットに因んで名付けられた。
ファイエット郡はミシシッピ州とアーカンソー州にも跨るメンフィス大都市圏に属している。ミシシッピ・デルタにあると見なされ、19世紀には奴隷労働に依存する綿花のプランテーションが栄えた。

## 地理
アメリカ合衆国国勢調査局に拠れば、郡域全面積は706平方マイル (1,828.5 km2)であり、このうち陸地704平方マイル (1,823.4 km2)、水域は2平方マイル (5.2 km2)で水域率は0.24%である。

### 隣接する郡
- ヘイウッド郡 - 北
- ハードマン郡 - 東
- ベントン郡 (ミシシッピ州) - 南東
- マーシャル郡 (ミシシッピ州) - 南
- シェルビー郡 - 西
- ティプトン郡 - 北西

## 人口動態

2000人口ピラミッド

以下は2000年国勢調査による人口統計データである。
| 基礎データ - 人口: 28,806人 - 世帯数: 10,467 世帯 - 家族数: 8,017 家族 - 人口密度: 16人/km2（41人/mi2） - 住居数: 11,214軒 - 住居密度: 6軒/km2（16軒/mi2） 人種別人口構成 - 白人: 62.48% - アフリカン・アメリカン: 35.95% - ネイティブ・アメリカン: 0.19% - アジア人: 0.22% - 太平洋諸島系: 0.01% - その他の人種: 0.39% - 混血: 0.76% - ヒスパニック・ラテン系: 1.03% 先祖による構成 - イギリス系：51.66% - アフリカ系：35.95% - スコットランド・アイルランド系：7.1% - スコットランド系：1.2% 年齢別人口構成 - 18歳未満: 25.7% - 18-24歳: 8.2% - 25-44歳: 27.4% - 45-64歳: 25.6% - 65歳以上: 13.0% - 年齢の中央値: 38歳 - 性比（女性100人あたり男性の人口） - 総人口: 96.5 - 18歳以上: 92.2 | 世帯と家族（対世帯数） - 18歳未満の子供がいる: 31.0% - 結婚・同居している夫婦: 58.5% - 未婚・離婚・死別女性が世帯主: 14.0% - 非家族世帯: 23.4% - 単身世帯: 20.5% - 65歳以上の老人1人暮らし: 8.6% - 平均構成人数 - 世帯: 2.71人 - 家族: 3.14人 収入と家計 - 収入の中央値 - 世帯: 40,279米ドル - 家族: 46,283米ドル - 性別 - 男性: 33,603米ドル - 女性: 24,690米ドル - 人口1人あたり収入: 17,969米ドル - 貧困線以下 - 対人口: 14.3% - 対家族数: 10.9% - 18歳未満: 18.4% - 65歳以上: 18.0% |

1990年代初期に州道64号線を4車線に拡張して以来、郡西部で人口が爆発した。郡庁所在地は現在もサマービルにあるが、シェルビー郡で働き、手ごろな住宅を求める人々が流入してきたので、オークランドの人口がサマービルのそれを上回った。
ファイエット郡はその西部で成長しているが、郡経済は依然として農業に基づいている。昔からミシシッピ・デルタの一部として綿花のプランテーションが盛んだった。郡内の大きな農業経営者である、レイ、ウォーカー、ジャーマン、アーマー、カーチャーなどの一家が郡の富の大半を制御している。これら家系の中には南北戦争前のプランテーション時代から何世代も農業を営んできた者がいる。さもなければ、その技術、事業的手腕、労働倫理を使って、大規模な農場を運営している若い者達である。
ファイエット郡はメンフィスやシェルビー郡の外で大型の住宅を求める人々の土地を求める場所になってきた。2007年6月に認められている建築許可の価格は、かなり高いメンフィス郊外のミシシッピ州デソト郡のそれに近づいてきた。

## 都市と町
| - ブラーデン - ギャラウェイ - グランドジャンクション - ヒッコリーウィズ | - ラグランジ - メイコン - モスコー - オークランド | - パイパートン - ロスビル - サマービル - 郡庁所在地 - ウィリストン |

## 教育
郡内の学校としては、ファイエット・ウエア包括高校、ファイエット・アカデミー、ロスビル・クリスチャン・アカデミーなどがある他、中学校2校、小学校7校がある。